# Raiden (серия игр)
Raiden — серия видеоигр в жанре вертикального скролл-шутера, разработанная компанией Seibu Kaihatsu. Первая игра серии была выпущена в апреле 1990 года в виде аркадного игрового автомата. Впоследствии она была портирована на многие домашние системы, получила ряд продолжений, переизданий и спин-оффов.

## Игры серии

### Основная серия
- Raiden (1990)
- Raiden II (1993)
- Raiden DX (1994)
- Raiden III (2005) — разработана MOSS Ltd
- Raiden IV (2007)
- Raiden V (2016)
- Raiden VI (TBA)

### Spinoffs
- Viper Phase 1 (1995)
- Raiden Fighters (1996)
- Raiden Fighters 2: Operation Hell Dive (1997)
  - Raiden Fighters 2: 2000 Operation Hell Dive (2000)
- Raiden Fighters Jet (1998)